# Netelia turbans
Netelia turbans är en stekelart som beskrevs av Henry Keith Townes, Jr. 1939. Netelia turbans ingår i släktet Netelia och familjen brokparasitsteklar. Inga underarter finns listade i Catalogue of Life.